# Paraoxypilus insularis
Paraoxypilus insularis är en bönsyrseart som beskrevs av Tindale 1923. Paraoxypilus insularis ingår i släktet Paraoxypilus och familjen Amorphoscelidae. Inga underarter finns listade i Catalogue of Life.